# Чугайов Володимир Петрович
Володимир Петрович Чугайов (23 липня 1924, місто Кам'янець-Подільський, тепер Хмельницької області — 5 січня 2000, місто Львів) — український науковий і компартійний діяч, історик. Кандидат історичних наук (1956). Доцент (1960). Доктор історичних наук (1981). Професор (1983).

## Біографія
Народився в родині інтелігентів: батько працював економістом, мати — лікарем.
Учасник Другої світової війни.
У 1945—1950 роках — студент факультету міжнародних відносин Київського державного університету імені Шевченка, а в 1956 році закінчив аспірантуру при Академії суспільних наук ЦК КПРС.
У 1951—1954 роках — викладач Львівського політехнічного інституту. Одночасно, у 1951—1953 роках — помічник секретаря Львівського обласного комітету КП(б)У. У 1953—1954 і 1956—1958 роках — старший викладач Львівської вищої партійної школи.
У 1958 — січні 1963 року — керівник лекторської групи, завідувач відділу пропаганди й агітації Львівського обласного комітету КПУ.
11 січня 1963 — 14 грудня 1964 року — секретар Львівського сільського обласного комітету КПУ.
14 грудня 1964 — 5 вересня 1969 року  — секретар Львівського обласного комітету КПУ.
У 1969—1973 роках — радник посольства СРСР у Польській Народній Республіці.
У 1973—1981 роках — директор Інституту суспільних наук Академії наук УРСР у місті Львові.
У 1981—1990 роках — ректор Львівського державного університету імені Івана Франка. У 1981—1990 роках — завідувач кафедри нової та новітньої історії Львівського державного університету імені Івана Франка. У 1990—1997 роках — професор кафедри нової та новітньої історії Львівського державного університету імені Івана Франка.
Автор близька 100 наукових праць.

## Нагороди
- орден Знак Пошани (1966)
- орден Вітчизняної війни І ступеня (1985)
- орден Трудового Червоного Прапора (20.08.1986)
- медалі
- Почесна грамота Президії Верховної Ради Української РСР (20.07.1984)